# حزقيال كارلوس أوفييدو
حزقيال كارلوس أوفييدو هو لاعب كرة قاعدة دومينيكاني، ولد في 15 مارس 1982 في بوناو في جمهورية الدومينيكان.

## وصلات خارجية
- حزقيال كارلوس أوفييدو على موقع دوري كرة القاعدة الرئيسي (الإنجليزية)
- حزقيال كارلوس أوفييدو على موقعبيزبول رفرنس.كوم (الدوري الرئيسي) (الإنجليزية)
- حزقيال كارلوس أوفييدو على موقعبيزبول رفرنس.كوم (الدوري الثانوي) (الإنجليزية)
- حزقيال كارلوس أوفييدو على موقع إي إس بي إن.كوم (أم.أل.بي) (الإنجليزية)
- حزقيال كارلوس أوفييدو على موقع مشجعي الرسوم البيانية (الإنجليزية)